# Anno 2070
Anno 2070 é um jogo de computador de construção de cidades, gerenciamento e simulação econômica, com elementos de estratégia em tempo real. É o 5º jogo da franquia Anno. Foi lançado em 17 de novembro de 2011, e foi co-desenvolvido pela Ubisoft Blue Byte e pelo estúdio alemão Related Design, e publicado pela Ubisoft.

## Enredo
O cenário é definido no ano de 2070. O aquecimento global derreteu a calota de gelo do Ártico , que elevou o nível do mar global para que as costas fossem inundadas. Como resultado, muitas cidades antigas desapareceram sob o oceano, e grande parte do que antes era das terras altas foi transformada em cadeias de novas ilhas. A responsabilidade de estabelecer e explorar essas novas fronteiras é dada a um grupo seleto de pessoas, que são os capitães das bases móveis oceânicas conhecidas como Arks.
O jogo tem três facções: A Eden Initiative (conhecida como "Ecos"), Global Trust (conhecida como "Tycoons") e a SAAT (conhecida como "Techs"). Os ecos são ambientais e constroem cidades sustentáveis , mas são ineficientes e demoram a se expandir. Magnatas são diligentes e expandir rapidamente, mas têm problemas com a poluição e diminuição de recursos . O Tech é uma facção de suporte disponível para os outros dois, e eles são úteis na pesquisa das tecnologias mais recentes e poderosas. Os técnicos só estão disponíveis mais tarde no jogo quando 10.000 créditos são doados à sua causa.

## Jogabilidade
Em Anno 2070 , a política não é mais definida por países, fronteiras, religiões, raças etc., mas como os humanos escolhem produzir energia. Toda a humanidade se reúne sob um governo global, onde as três principais facções do jogo controlam as decisões do mundo. Os jogadores também podem votar em um Presidente Mundial e votar no Conselho do Senado. A participação dará efeitos diferentes a todos os jogadores, dependendo de quem é o presidente ou que lei foi aprovada, até o próximo ciclo de votação. Por exemplo, votar no CEO da Tycoons, Skylar Banes, aumentará a produtividade dos edifícios de fabricação.
Os jogadores também podem obter conquistas e recompensas apenas jogando o jogo. Os jogadores podem personalizar sua Ark para se adequar às preferências pessoais, o que é apenas para estética, além de ganhar recompensas especiais que afetam a jogabilidade.
Recursos e atualizações de tecnologia podem ser carregados no Arks e usados em outro jogo no "Modo Contínuo".

### "Facções"
Magnata- Líder: Skylar Banes, CEO. Essa facção é representativa do Global Trust, principal fornecedor de energia da Terra em 2070. Magnatas gostam de explorar recursos rapidamente para uso imediato, o que leva a trabalhadores mais ricos e que podem pagar mais impostos. A economia de um jogador de Tycoon acelera no início do jogo e diminui gradualmente no final, à medida que os recursos não renováveis acabam (as tecnologias da Tech podem mitigar esse revés). Por sua vez, os magnatas diminuem o equilíbrio ecológico e afetam negativamente o meio ambiente. Os magnatas dependem de usinas a carvão e nucleares para poder, e seus cidadãos desfrutam de hambúrgueres, vinho e passam algum tempo no cassino. Os cidadãos Tycoon não se preocupam com o equilíbrio ecológico negativo tanto quanto com seus colegas do Eco, mas podem obter benefícios com o equilíbrio ecológico positivo. Para aumentar o equilíbrio ecológico, os magnatas podem criar,2 reservatórios e compactadores de resíduos. No entanto, suas tecnologias só são capazes de anular o impacto negativo no meio ambiente e não podem criar "ecobalança" positiva.
Eco - Líder: Seamus Green, fundador e líder espiritual. Esta facção é representativa da Eden Initiative, a organização ambiental mais influente da Terra. Os ecos dependem da tecnologia verde para criar suas cidades, que preservam a natureza e ajudam o equilíbrio ecológico. Suas cidades são ineficientes e lentas para prosperar, mas a economia da Ecos será estável e confiável até o final do jogo. Os ecos dependem da energia eólica e solar, e seus cidadãos gostam de beber chá, comer comida saudável e ouvir música orquestral. Os ecos são afetados por um balanço ecológico negativo mais do que os magnatas, mas também podem se beneficiar de um balanço ecológico positivo. Para aumentar o equilíbrio ecológico, a Ecos usa geradores de ozônio e estações de mudança do tempo, etc.
Tecnologia- Líder: PAI, IA super-inteligente. Esta facção é representativa da SAAT (Academia Científica de Tecnologias Avançadas) e é a inventora suprema da tecnologia e dos mestres do mundo subaquático. Eles projetaram a Ark e a EVE (consultor do jogador), bem como a construção de planos para aeronaves, submarinos e mísseis. A tecnologia é a única facção que pode viver e trabalhar debaixo d'água em planaltos submersos. Cultivar algas e minerar diamantes são algumas das coisas que eles podem fazer debaixo d'água. A Tech pode pesquisar barragens hidrelétricas em busca de energia e utilizar usinas de corrente marítima debaixo d'água. Seu pessoal é cientista e gosta de estudar em edifícios de pesquisa. Para avançar para um nível mais alto, seus cidadãos precisam de alimentos processados com algas de cidades sub-aquáticas e gostam de beber bebidas energéticas (feitas de café e açúcar).

## Recepção
A recepção crítica do Anno 2070 tem sido positiva desde o lançamento do jogo, com a maioria dos críticos considerando-o um grande passo à frente na série Anno. No Metacritic tem uma aprovação de 83/100 baseado em 33 reviews onde 29 são positivas
As críticas negativas se focaram mais pelo requisito de estar sempre online para acessar todas as opções de jogo. Sem estar on-line, o jogador ainda pode acessar um modo off-line, mas não é possível editar suas próprias informações de perfil, e o jogador não consegue atualizar sua base de Ark, colocar carga nela ou atualizá-la com equipamentos. A recepção antecipada no momento do lançamento também foi negativamente influenciada por travamentos constantes, problemas no servidor e críticos apontaram que o jogo funcionou melhor em versões piratas, em vez da oficial com acesso ao servidor da Ubisoft.